# Сеульский институт искусств
Сеу́льский институ́т иску́сств (кор. 서울예술대학교?, 서울藝術大學校?, Соуль есуль тэхаккё) — южнокорейский университет искусств, основанный Ю Чхи Чжином в 1962 году. 
Институт состоит из двух кампусов. Кампус Ансан был закончен в феврале 2001 года и является местом для обучению искусствам, а кампус Намсан – это центр, где создаётся искусство и демонстрируется публике. В кампусе Намсан имеется Центр драмы (греческий театр), художественная галерея, драматический театр и киностудия.
В институте обучаются  2400 студентов на 15 факультетах. 
Университет предлагает трёхлетнюю программу обучения на степень ассоциата и четырёхлетнее обучение на степень бакалавра. 
Действующим президентом университета является Ю Докхён.

## История
- 26 августа 1958 года Ю Чхи Чжин, пионер современного театра Кореи, основал Корейский исследовательский институт театра.
- 12 апреля 1962 года закончено строительство Корейского исследовательского института театра и открыт Центр драмы.
- В сентябре 1962 года основана Академия театра, президент-основатель Ё Сок Ки (кор. 여석기).
- 6 июля 1963 года учреждена награда Korea Theater Awards (Dongnang Theater Awards). Первым победителем стал драматург Пак Сын Хи (박승희).
- В марте 1963 года открыта Театральная библиотека (26 м2, 25 мест, 6000 книг).
- В мае 1973 года ректор Ю Док Хён посетил Москву для участия в 15-м конгрессе Международного института театра (МИТ) как представитель Кореи.
- В феврале 1982 года Корейский исследовательский институт театра переименован в Корейский исследовательский центр искусств.
- В феврале 1998 года Корейский исследовательский центр искусств переименован в Центр искусств Тоннан.
- В июне 1998 года Сеульский профессиональный колледж искусств переименован в Сеульский колледж искусств.
- В сентябре 2002 года открыт Актёрский класс для молодёжи Тоннан.
- 29 сентября 2005 года состоялось специальное представление в честь 100-летнего юбилея со дня рождения Ю Чхичжина и 43-го юбилея Центра драмы. Пьеса Артура Миллера «Смерть коммивояжёра» в постановке режиссёра Чан Чжина.
- 1 мая 2012 года Сеульский колледж искусств переименован в Сеульский институт искусств.

### Основатель
Ю Чхи Чжин (кор. 유치진, 1905—1974) родился в Тхонъёне, Кёнсан-Намдо, драматург, режиссёр и педагог. Он решил посвятить свою жизнь пробуждению стагнирующего мира искусств Кореи того времени.
Чтобы заложить основу, он создал в 1931 году Исследовательское общество драматических искусств. В 1962 году основал Центр драмы, Корейский исследовательский институт театра и Академию театра, которые стали современным Сеульским институтом искусств.

## Факультеты
| Категория                             | Школа                                                             | Программа                                     | Специальность                                                     |
| ------------------------------------- | ----------------------------------------------------------------- | --------------------------------------------- | ----------------------------------------------------------------- |
| Степень ассоциата (Associate Degree)  | Школа исполнительского искусства (School of Performance)          | Театр (Theatre)                               | Режиссёр-постановщик (Stage Directing)                            |
| Степень ассоциата (Associate Degree)  | Школа исполнительского искусства (School of Performance)          | Театр (Theatre)                               | Сценография (Stage Art)                                           |
| Степень ассоциата (Associate Degree)  | Школа исполнительского искусства (School of Performance)          | Театр (Theatre)                               | Сценическое освещение (Stage Lighting)                            |
| Степень ассоциата (Associate Degree)  | Школа исполнительского искусства (School of Performance)          | Театр (Theatre)                               | Сценический звуковой дизайн (Stage Sound Design)                  |
| Степень ассоциата (Associate Degree)  | Школа исполнительского искусства (School of Performance)          | Театр (Theatre)                               | Сценический дизайн костюмов (Stage Costume Design)                |
| Степень ассоциата (Associate Degree)  | Школа исполнительского искусства (School of Performance)          | Танец (Dance)                                 | Корейский танец (Korean Dance)                                    |
| Степень ассоциата (Associate Degree)  | Школа исполнительского искусства (School of Performance)          | Танец (Dance)                                 | Современный танец (Contemporary Dance)                            |
| Степень ассоциата (Associate Degree)  | Школа исполнительского искусства (School of Performance)          | Танец (Dance)                                 | Прикладной танец (Applied Dance)                                  |
| Степень ассоциата (Associate Degree)  | Школа исполнительского искусства (School of Performance)          | Актёрское искусство (Acting)                  | Актёрское искусство (Acting)                                      |
| Степень ассоциата (Associate Degree)  | Школа исполнительского искусства (School of Performance)          | Актёрское искусство (Acting)                  | Актёрское искусство мюзикла (Musical Acting)                      |
| Степень ассоциата (Associate Degree)  | Школа кино и медиаискусства (School of Film and Media Arts)       | Кино (Film)                                   | Режиссура (Directing)                                             |
| Степень ассоциата (Associate Degree)  | Школа кино и медиаискусства (School of Film and Media Arts)       | Кино (Film)                                   | Кинематография (Cinematography)                                   |
| Степень ассоциата (Associate Degree)  | Школа кино и медиаискусства (School of Film and Media Arts)       | Кино (Film)                                   | Монтаж (Editing)                                                  |
| Степень ассоциата (Associate Degree)  | Школа кино и медиаискусства (School of Film and Media Arts)       | Кино (Film)                                   | Дизайн звука (Sound Design)                                       |
| Степень ассоциата (Associate Degree)  | Школа кино и медиаискусства (School of Film and Media Arts)       | Вещание (Broadcasting)                        | Режиссура (Directing)                                             |
| Степень ассоциата (Associate Degree)  | Школа кино и медиаискусства (School of Film and Media Arts)       | Вещание (Broadcasting)                        | Видеография (Videography)                                         |
| Степень ассоциата (Associate Degree)  | Школа кино и медиаискусства (School of Film and Media Arts)       | Вещание (Broadcasting)                        | Монтаж (Editing)                                                  |
| Степень ассоциата (Associate Degree)  | Школа кино и медиаискусства (School of Film and Media Arts)       | Вещание (Broadcasting)                        | Звуковой дизайн (Sound Design)                                    |
| Степень ассоциата (Associate Degree)  | Школа кино и медиаискусства (School of Film and Media Arts)       | Цифровое искусство (Digital Arts)             | Интерактивное искусство (Interactive Art)                         |
| Степень ассоциата (Associate Degree)  | Школа кино и медиаискусства (School of Film and Media Arts)       | Цифровое искусство (Digital Arts)             | Творческая технология (Creative Technology)                       |
| Степень ассоциата (Associate Degree)  | Школа писательства (School of Writing)                            | Творческая письменная речь (Creative Writing) | Творческая письменная речь (Creative Writing)                     |
| Степень ассоциата (Associate Degree)  | Школа писательства (School of Writing)                            | Драматическое письмо (Dramatic Writing)       | Драматическое письмо для сцены (Dramatic Writing for Performance) |
| Степень ассоциата (Associate Degree)  | Школа писательства (School of Writing)                            | Драматическое письмо (Dramatic Writing)       | Драматическое письмо для медиа (Dramatic Writing for Media)       |
| Степень ассоциата (Associate Degree)  | Школа дизайна (School of Design)                                  | Визуальный дизайн (Visual Design)             | Дизайн визуальных коммуникаций (Visual Communication Design)      |
| Степень ассоциата (Associate Degree)  | Школа дизайна (School of Design)                                  | Визуальный дизайн (Visual Design)             | Дизайн цифровых коммуникаций (Digital Communication Design)       |
| Степень ассоциата (Associate Degree)  | Школа дизайна (School of Design)                                  | Фотография (Photography)                      | Рекламное изображение (Advertising Picture)                       |
| Степень ассоциата (Associate Degree)  | Школа дизайна (School of Design)                                  | Фотография (Photography)                      | Художественная фотография (Artistic Photograph)                   |
| Степень ассоциата (Associate Degree)  | Школа дизайна (School of Design)                                  | Дизайн интерьера (Interior Design)            | Пространственный дизайн (Spatial Design)                          |
| Степень ассоциата (Associate Degree)  | Школа дизайна (School of Design)                                  | Дизайн интерьера (Interior Design)            | Дизайн интерьера и среды (Interior&Environmental Design)          |
| Степень ассоциата (Associate Degree)  | Школа музыки (School of Music)                                    | Прикладная музыка (Applied Music)             | Вокал (Vocal)                                                     |
| Степень ассоциата (Associate Degree)  | Школа музыки (School of Music)                                    | Прикладная музыка (Applied Music)             | Композиция (Composition)                                          |
| Степень ассоциата (Associate Degree)  | Школа музыки (School of Music)                                    | Прикладная музыка (Applied Music)             | Инструментальная музыка (Instrumental)                            |
| Степень ассоциата (Associate Degree)  | Школа музыки (School of Music)                                    | Прикладная музыка (Applied Music)             | Дизайн электронной музыки, звука (Electronic Music/Sound Design)  |
| Степень ассоциата (Associate Degree)  | Школа музыки (School of Music)                                    | Корейская музыка (Korean Music)               | Инструментальная музыка (Instrument)                              |
| Степень ассоциата (Associate Degree)  | Школа музыки (School of Music)                                    | Корейская музыка (Korean Music)               | Ударные инструменты (Percussion)                                  |
| Степень ассоциата (Associate Degree)  | Школа музыки (School of Music)                                    | Корейская музыка (Korean Music)               | Вокал (Vocal)                                                     |
| Степень ассоциата (Associate Degree)  | Школа музыки (School of Music)                                    | Корейская музыка (Korean Music)               | Композиция (Composition)                                          |
| Степень ассоциата (Associate Degree)  | Школа коммуникации (School of Communication)                      | Креативная реклама (Creative Advertising)     | Планирование рекламы (Advertising Public Relations Planning)      |
| Степень ассоциата (Associate Degree)  | Школа коммуникации (School of Communication)                      | Креативная реклама (Creative Advertising)     | Производство рекламы (Advertisement Production)                   |
| Степень ассоциата (Associate Degree)  | Школа коммуникации (School of Communication)                      | Организация искусства (Arts Management)       | Организация искусства для сцены (Arts Management for Performance) |
| Степень ассоциата (Associate Degree)  | Школа коммуникации (School of Communication)                      | Организация искусства (Arts Management)       | Организация искусства для медиа (Arts Management for Media)       |
| Степень бакалавра (Bachelor's Degree) | Школа исполнительских видов искусства (School of Performing Arts) | –                                             | –                                                                 |
| Степень бакалавра (Bachelor's Degree) | Школа медиаискусства (School of Media Arts)                       | –                                             | –                                                                 |

## Известные выпускники

### Актёры и актрисы
- Ан Чжэ Ук
- Е Джи Вон
- Им Хён Джун
- Им Джи Ын
- Кан Хё Чжон
- Ким Вон Хэ
- Ким Гю Чхоль
- Ким Мён Мин
- Ким Сан Бом
- Ким Сыль Ги
- Ким Ханыль
- Ким Хе Ок
- Ким Хи Вон
- Ким Джи Хан
- Ким Джэ Ук
- Ким Ын Су
- Ку Хе Сон
- Ли И Гён
- Ли Ги Ён
- Ли Пхиль Мо
- Ли Си Он
- Ли Сын Джун
- Ли Дон Гон
- Ли Хви Хян
- Ли Джон Хёк
- Ли Джун Ги
- Ли Элайджа
- Лю Сын Нён
- Лю Сын Су
- Он Джу Ван
- Пак Ён Гю
- Пак Со Джун
- Пак Хёк Квон
- Пак Хи Сун
- Пак Ын Хе
- Син Ха Гюн
- Син Ын Джон
- Со Джи Сок
- Сон Е Джин
- Сон Чхан Ый
- Хан Сан Джин
- Хан Хе Джин
- Хан Джон Су
- Хан Джу Ван
- Хван Джон Мин
- Хо Джун Хо
- Хон А Рым
- Чан Ён Нам
- Чан Хёк
- Чан Хён Сон
- Чин Тхэ Хён
- Чо Сон Ха
- Чо Джон Сок
- Чо Джэ Юн
- Чон До Ён
- Чон Иль У
- Чон Ми Сон
- Чон Дон Хван
- Чон Ун Ин
- Чон Джэ Ён
- Чон Ю Ми
- Чха Тхэ Хён
- Чхве Мин Су
- Чхве Мён Гиль
- Ю Ара
- Ю Дон Гын
- Ю Хо Джон
- Ю Хэ Джин
- Юн Джин Со
- Юн Ю Сон

### Музыканты
- Чхэён
- Чоа (Crayon Pop)
- Диа
- Чан До Юн
- Чан Юн Чжон
- Чон Ю Чжи (BESTie)
- Ким Бом Су
- Ким Гон Мо
- Мо Сан Хун (Big Brain)
- Ким Чжин Ён (Big Brain)
- Хван Бён Ын (Big Brain)
- Юн Хон Хён (Big Brain)
- Им Чжон Хи
- Ли Сон Мин (Super Junior)
- Лу Хань
- Мэн Цзя (Miss A)
- Нана (After School)
- Ван Фэйфэй (Miss A)
- Ким Мин Сок (MeloMance)
- Чон Дон Хван (MeloMance)
- Сон Ю Чжин (The SeeYa)

### Писатели, сценаристы
- Чхве Ин Хун
- Но Хи Гён
- Ким Рё Рён
- Син Кён Сук
- Ким Ын Сук
- Ха Сон Нан

### Режиссёры, создатели фильмов
- Чан Чжин
- Ли Мён Cэ
- Ким Чжи Ун
- Ли Хван Гён

### Дизайнеры одежды
- Ли Сан Бон